# Futebol Clube Barreirense
|  | No s'ha de confondre amb Barreirense FC. |

El Futebol Clube Barreirense és un club de futbol portuguès de la ciutat de Barreiro.

## Història
El club va ser fundat l'11 d'abril de 1911. Ha estat finalista del Campionat de Portugal dos cops, els anys 1929-30 i 1933-34. Fins al 2005 ha jugat 24 cops a la primera divisió portuguesa.

## Palmarès
- Segona divisió portuguesa de futbol: 
  - 1942-43, 1950-51, 1959-60, 1961-62, 1966-67, 1968-69, 2004-05
- Taça Federação Portuguesa de Futebol:
  - 1976-77
- Taça Ribeiro dos Reis: 
  - 1967-68

## Basquetbol
La secció de basquetbol començà el 1927 i històricament ha estat un equip important al país, amb dues lligues, sis copes i diverses participacions en competicions europees.

### Palmarès
- Lliga portuguesa de basquetbol: 
  - 1956/1957; 1957/1958
- Copa portuguesa de basquetbol: 
  - 1956/1957; 1959/1960; 1962/1963; 1981/1982; 1983/1984; 1984/1985